# Осипув, Анджей
Анджей Леон Осипув (пол. Andrzej Leon Osipów; 31 марта 1953, Осечна) — польский железнодорожник и профсоюзный деятель, участник рабочих протестов 1970—1971, активист движения Солидарность в 1980-е. В ПНР подвергался репрессиям, был политзаключённым. В Третьей Речи Посполитой — менеджер железнодорожного транспорта, известный общественный деятель.

## Участник рабочих протестов
Родился в крестьянской семье. С пятнадцати лет работал в Гданьске на ремонтном заводе железнодорожного и городского транспорта, потом перешёл на предприятие железнодорожных работ PRK-12. С ранней юности придерживался антикоммунистических убеждений, был противником правящей ПОРП.
В декабре 1970 семнадцатилетний Анджей Осипув присоединился к рабочим протестам на Балтийском побережье. Участвовал в забастовке, демонстрациях, уличных столкновениях с милицией.

## Деятель «Солидарности»
В августе 1980 Анджей Осипув возглавил забастовочный комитет на PRK-12. Представлял эту организацию в Межзаводском забастовочном комитете на Гданьской судоверфи имени Ленина. Участвовал в выработке рабочих требований и переговорах с министром коммуникаций ПНР Мечиславом Зайфридом. Был делегатом конференции Гданьской Солидарности в июле 1981.
14-17 декабря 1981, после введения военного положения, Анджей Осипув возглавлял оккупационную забастовку на PRK-12. Участвовал в столкновениях с ЗОМО. В феврале 1982 был арестован. Поскольку предприятие подверглось милитаризации и рабочие приравнивались к призванным на военную службу, Осипув был отдан в руки военной юстиции.
9 апреля 1982 военно-морской суд в Гдыне приговорил Анджея Осипува к четырём годам заключения и двум годам лишения публичных прав. Находился в заключении в Потулице. 28 марта 1983 условно освобождён постановлением Госсовета ПНР с испытательным сроком на три года. Подписать обязательство отказа от антигосударственной деятельности Осипув отказался.
Анджей Осипув состоял в подпольных структурах «Солидарности», был членом редколлегии подпольного издания железнодорожников. Организовывал демонстрации протеста, распространение подпольных изданий, межрегиональные связи подполья (Гданьск — Быдгощ), сбор средств на помощь репрессированным и их семьям. С 1985 по 1989 находился в разработке V департамента (контроль над производством) Гданьского воеводского управления МВД.
В 1989 году Анджей Осипув выехал в США. Вернулся в Польшу на следующий год, когда режим ПОРП перестал существовать, ПНР преобразовалась в Третью Речь Посполитую.

## Менеджер и общественный активист
С 1991 Анджей Осипув вернулся на работу в PRK-12. Занялся легальной профсоюзной деятельностью и транспортным менеджментом. В 2001 окончил факультет юриспруденции и администрирования Университета Николая Коперника.
Был председателем «Солидарности» на своём предприятии, заместителем председателя железнодорожной секции всепольской «Солидарности». До 2001 — директор PRK-12, в 2002—2006 — президент компании PRK SA. В 2006—2009 — генеральный менеджер Скоростной городской железной дороги в Труймясте. В 2000—2014 — член наблюдательного совета Гданьского порта. С 2017 — президент компании PKP Polskie Linie Kolejowe — дочерней структуры Польских государственных железных дорог, отвечающей за координацию движения поездов и обслуживание железнодорожных путей.
В 2002 Анджей Осипув баллотировался в городской совет Гданьска от либеральной партии Гражданская платформа, но избран не был. Впоследствии переориентировался на правоконсервативную партию Право и справедливость. В 2011—2019 занимал пост председателя районного совета Оливы. Возглавлял гражданскую Ассоциацию достоинства и объединение бывших политзаключённых. С 2017 Анджей Осипув — председатель Поморского воеводского Консультативного совета деятелей антикоммунистической оппозиции и лиц, репрессированных по политическим мотивам.
Анджей Осипув выступил инициатором и организатором ряда мемориальных акций: установки памятника Збигневу Херберту в Сопоте, мемориальной доски Рышарду Куклинскому в гданьской Церкви Девы Марии, памятников Рональду Рейгану и Иоанну Павлу II в гданьском Приморском парке имени Рейгана, мемориальной доски в честь гданьской встречи Иоанна Павла II с молодёжью в 1981, памятника Анне Валентынович в Гданьске.
На президентских выборах 2020 Анджей Осипув поддерживал Анджея Дуду против Рафала Тшасковского. Выступил на стороне Корнеля Моравецкого в его полемике с Богданом Лисом, о котором напомнил, что до оппозиции тот состоял в ПОРП.
27 ноября 2020 было опубликовано заявление 65 ветеранов «Солидарности», среди которых Анджей Осипув и Анджей Розплоховский. Они резко осудили участников протестного движения против запрета абортов. Особое возмущение авторов вызвали нападки протестующих на католическую церковь и Иоанна Павла II. Они призвали защитить наследие «лучшего сына польского народа — святого Иоанна Павла», национальную и религиозную традицию — основу польской свободы — от врагов церкви и Польши.
Награждён несколькими орденами и медалями Республики Польша.